# 상명산법
《상명산법》(중국어 간체자: 详明算法, 정체자: 詳明算法, 병음: xiángmíngsuànfǎ 시앙밍쏸파[*])은 명나라 지재 안눌(止齊安訥)이 쓴 산학서이다.